# Vuibroye

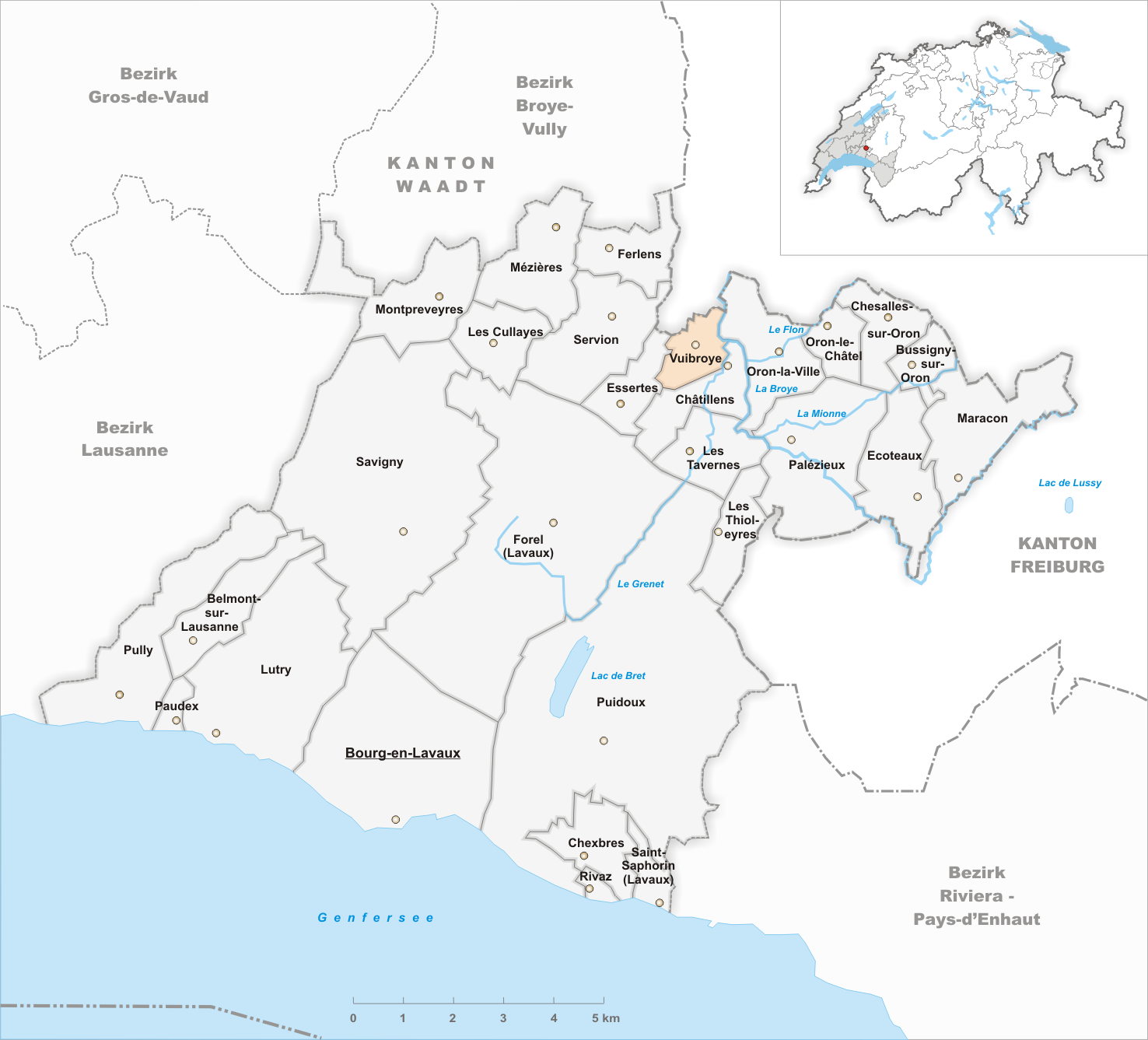
Gemeindestand vor der Fusion am 31. Dezember 2011

Vuibroye war bis zum 31. Dezember 2011 eine politische Gemeinde im Distrikt Lavaux-Oron des Kantons Waadt in der Schweiz. Am 1. Januar 2012 fusionierte sie mit Oron.

## Geographie
Vuibroye liegt auf 637 m ü. M., eineinhalb Kilometer westlich von Oron-la-Ville und 14 Kilometer ostnordöstlich der Kantonshauptstadt Lausanne (Luftlinie). Die Streusiedlungsgemeinde erstreckt sich in der Haute-Broye, leicht erhöht am westlichen Talhang der Broye, in der östlichen Randzone des Waadtländer Mittellandes.
Die Fläche des 1,4 km² grossen ehemaligen Gemeindegebiets umfasst einen Abschnitt am Oberlauf der Broye. Das Gebiet wird im Osten von der Broye und ihrem rechten Seitenbach Grenet, im Süden von der Hauptstrasse, welche Oron-la-Ville mit Essertes verbindet, begrenzt. Von der Talniederung der Broye erstreckt sich der ehemalige Gemeindeboden westwärts den sanft geneigten Hang von Vuibroye hinauf bis auf die angrenzenden Molassehöhen, auf denen bei Chantemerle mit 720 m ü. M. der höchste Punkt der ehemaligen Gemeinde erreicht wird. Von der ehemaligen Gemeindefläche entfielen 1997 6 % auf Siedlungen, 10 % auf Wald und Gehölze und 84 % auf Landwirtschaft.
Zu Vuibroye gehören der Weiler Crépillau (622 m ü. M.) im Broyetal sowie zahlreiche Einzelhöfe.

## Bevölkerung
Mit 128 Einwohnern (Stand 31. Dezember 2011) gehört Vuibroye zu den kleinsten ehemaligen Gemeinden des Kantons Waadt. Von den Bewohnern sind 85,8 % französischsprachig, 11,7 % englischsprachig und 1,7 % deutschsprachig (Stand 2000). Die Bevölkerungszahl von Vuibroye belief sich 1900 auf 120 Einwohner. Danach wurde durch stetige Abwanderung bis 1980 eine Abnahme auf 66 Einwohner verzeichnet; seither stieg die Bevölkerungszahl wieder deutlich an.

## Wirtschaft
Vuibroye war bis in die zweite Hälfte des 20. Jahrhunderts ein vorwiegend durch die Landwirtschaft geprägtes Dorf. Noch heute haben der Ackerbau und die Viehzucht einen wichtigen Stellenwert in der Erwerbsstruktur der Bevölkerung. Ausserhalb des primären Sektors gibt es nur sehr wenige Arbeitsplätze im Dorf. In den letzten Jahrzehnten hat sich Vuibroye auch zu einer Wohngemeinde entwickelt. Viele Erwerbstätige sind deshalb Wegpendler, die in den umliegenden grösseren Ortschaften arbeiten.

## Verkehr
Die ehemalige Gemeinde liegt abseits der grösseren Durchgangsstrassen, ist aber von Oron-la-Ville leicht erreichbar. Durch einen Postautokurs, der von Oron-la-Ville nach Mézières verkehrt, ist Vuibroye an das Netz des öffentlichen Verkehrs angebunden.

## Geschichte
Die erste urkundliche Erwähnung des Ortes erfolgte bereits im Jahr 516 unter dem Namen Wibra. Später erschienen zahlreiche weitere Bezeichnungen: Vibris (im 10. Jahrhundert), Valbroia, Valbruia, Vaubroia und Walbroia (im 12. Jahrhundert), Walbroie (1213) und Wobrui (1273). Der Ortsname bedeutet Val de la Broye (Broyetal). Auch die Entstehung aus dem Zusammenzug des alten Namens Vibris mit Broye ist möglich.
Seit dem Hochmittelalter gehörte Vuibroye zum Gut der Abtei Saint-Maurice und später zur Herrschaft Oron. Im 12. Jahrhundert ist eine Adelsfamilie de Vuibroye erwähnt. Nach der Eroberung des Waadtlandes durch Bern gelangte Vuibroye im Jahr 1557 an die bernische Landvogtei Oron. Nach dem Zusammenbruch des Ancien Régime gehörte das Dorf von 1798 bis 1803 während der Helvetik zum Kanton Léman, der anschliessend mit der Inkraftsetzung der Mediationsverfassung im Kanton Waadt aufging. 1798 wurde es dem Bezirk Oron zugeteilt. Vuibroye besitzt keine eigene Kirche; es gehört zur Pfarrei Oron-Châtillens.